# Margo Lion
Margo Lion (* 28. Februar 1899 in Konstantinopel; † 25. Februar 1989 in Annecy-le-Vieux, Département Haute-Savoie; gebürtig Marguerite Hélène Constantine Barbe Elisabeth Lion) war eine französische Diseuse und Schauspielerin.

## Leben
Margo Lion kam mit ihrem Vater, einem französischen Geschäftsmann, nach dem Ersten Weltkrieg nach Berlin. Der Journalist, Film- und Kabarettkritiker Paul Marcus, bekannt geworden unter dem Pseudonym PEM, erzählt, dass sie dort den Hausdichter von Trude Hesterbergs Kabarett „Die Wilde Bühne“ – Marcellus Schiffer – in einem Modesalon kennengelernt habe. Ein Detail, das während ihrer Karriere am Kabarett und auch in der Sekundärliteratur immer weiter getragen wurde. Trude Hesterberg erinnert sich in ihren Memoiren daran, wie der spätere Ehemann Lions sie an ihre Bühne brachte und sie dort in ihrem berühmt gewordenen Kostüm – eng anliegendes, langes schwarzes Seidenkleid, streng zurückgekämmte Haare, bleich geschminkt, schwarz umrundete Augen und schwarz geschminkter Mund – vorsang (berühmt wurde sie in diesem Kostüm auch durch die Fotografie der Gesellschaftsfotografin Frieda Riess). Ihr Debüt scheint Lion zwar bereits im Mai 1923 an Rosa Valettis „Comedia Valetti“ gegeben zu haben, berühmt wurde sie jedoch mit dem von Marcellus Schiffer getexteten und von Mischa Spoliansky vertonten Chanson „Die Linie der Mode“, das sie im September 1923 an der „Wilden Bühne“ gab.
Lion setzte ihre Karriere mit einem Image der „grotesken Neuen Frau“ an weiteren Kabarettbühnen (u. a. in Friedrich Hollaenders „Schall und Rauch“, Paul Schneider-Dunckers „Der Roland von Berlin“ und dem „Kabarett der Komiker“) sowie vor allem in Kabarettrevuen (u. a. in Schiffers und Paul Strassers „Die fleißige Leserin“ [1926], Hollaenders und Schiffers „Hetärengespräche“ [1926] und „Was sie wollen“ [1927], Rudolf Nelsons „Der Rote Faden“ [1930] und „Quick“ [1930, mit Musik von F. Hollaender und M. Schiffer]) fort. Besonders erfolgreich wurde sie mit Marcellus Schiffers und Mischa Spolianskys Kabarettrevue „Es liegt in der Luft“, die am 15. Mai 1928 in der Berliner „Komödie“ Premiere feierte. Nicht nur ihr Chanson „Wenn die beste Freundin mit der besten Freundin“, das sie gemeinsam mit Marlene Dietrich und Oskar Karlweis gab, und eine Ménage à trois parodierte, wurde zum Schlager.
Im Jahr 1931 trat sie als Jenny in der französischen Fassung der Dreigroschenoper von G. W. Pabst auf. Zwischen 1926 und 1932 war Margo Lion auch in zehn Spielfilmen, u. a. in „Nie wieder Liebe“ (1931) von Anatole Litvak zu sehen. Nach dem Selbstmord ihres Ehemanns Marcellus Schiffer 1932 und der Machtergreifung der Nationalsozialisten 1933 ging sie zurück nach Paris.
Dort machte sie sich als Brecht-Interpretin einen Namen und wirkte in französischen Filmen mit. Nach dem Zweiten Weltkrieg konnte sie ihre Karriere als Sängerin und Schauspielerin erfolgreich fortsetzen. Am 7. September 1977 trat sie im Rahmen der Berliner Festwochen wieder in Berlin am Renaissance-Theater auf, begleitet von Mischa Spoliansky am Klavier.
Das Marcellus-Schiffer/Margo-Lion-Archiv befindet sich in Berlin im Archiv der Akademie der Künste.

## Filmografie (Auswahl)
- 1926: Die Abenteuer eines Zehnmarkscheines
- 1931: L'Opéra de quat'sous
- 1931: Ich geh' aus und Du bleibst da
- 1931: Nie wieder Liebe
- 1931: Die große Attraktion
- 1931: Die Koffer des Herrn O.F.
- 1931: 24 Stunden aus dem Leben einer Frau
- 1932: Goldblondes Mädchen, ich schenk Dir mein Herz
- 1932: Das Lied einer Nacht
- 1933: …und wer küßt mich?
- 1933: Hände aus dem Dunkel
- 1933: Du haut en bas
- 1934: Incognito
- 1935: Die Liebesgasse von Marokko (La Bandéra)
- 1935: Les dieux s'amusent
- 1936: Jenny
- 1937: Alibi (L'Alibi)
- 1937: L'Homme de nulle part
- 1937: Claudine à l'école
- 1938: L'Affaire Lafarge
- 1937: La Danseuse rouge
- 1938: Je chante
- 1939: Jeunes filles en détresse
- 1946: Solange ich lebe (Tant que je vivrai)
- 1946: Der blinde Engel (La foire aux chimères)
- 1946: Martin Roumagnac
- 1947: Le diable souffle
- 1947: Eine Nacht im Tabarin (Une nuit à Tabarin)
- 1948: Femme sans passé
- 1949: Le Furet
- 1950: Dein Weg ist Dir bestimmt (Quai de Grenelle)
- 1950: Ballerina
- 1951: Verträumte Tage
- 1953: Die Liebe endet im Morgengrauen (Les amours finissent à l'aube)
- 1954: Die letzte Etappe (Le grand jeu)
- 1954: Frl. Nitouche (Mam'zelle Nitouche)
- 1956: Geheimer Krieg (Guilty?)
- 1959: Das Raubtier rechnet ab (Le fauve est lâché)
- 1959: Rote Haare – freche Lippen (Julie la Rousse)
- 1959: Katja, die ungekrönte Kaiserin (Katia)
- 1960: Opfergang einer Nonne (Le dialogue des Carmélites)
- 1961: Lola, das Mädchen aus dem Hafen (Lola)
- 1964: Nick Carter schlägt alles zusammen (Nick Carter va tout casser)
- 1964: FBI-Agent Cooper – Der Fall Tex (Coplan prend des risques)
- 1966: Paris ist eine Reise wert (Fernsehfilm)
- 1970: Der Riß (La rupture)
- 1976: Dr. med. Françoise Gailland (Docteur Françoise Gailland)